# عبد العزيز القصاب
عبد العزيز القصاب القشعم هو سياسي عراقي ولد في بغداد عام 1882 وتوفي في بغداد في 12 حزيران 1965.

## نسبه وعائلته
هو عبد العزيز بن السيد محمد بن عبد اللطيف بن محمد بن حسن بن ناصر بن علي بن حسين بن درع الجشعمي الراوي، نزل جده الشيخ درع في راوة في القرن السابع عشر، ثم انتقل حسين إلى جانب الكرخ من بغداد، وكان يتاجر بالغنم والخيل.
أخوته الشيخ محمد رشيد القصاب والعلامة عباس حلمي القصاب مفتي سامراء وعبد الرحمن والسيد أمين والشيخ عبد الفتاح.
وله من الأبناء عبد المجيد بن عبد العزيز القصاب القشعم الذي شغل منصب وزير الصحة في عام 1952، ثم في عام 1954، وكذلك وزيرا للمعارف في عام 1953، وكذلك خالد والمهندس سعدون والدكتورة سعاد وبلقيس.
أما ابن أخيه السيد عبد الله القصاب فقد كان وزيرا للداخلية في سنة 1946.

## سيرته
ولد سنة 1882، وتوفي والده وعمره لا يتجاوز سبع سنوات، فكفله أخوته الكبار محمد رشيد وعباس حلمي وعبد الرحمن. أتم دراسته الإعدادية فسافر إلى إسطنبول في حزيران 1901، وداوم سنة واحدة في كلية الطب ثم انتمى إلى المدرسة الملكية الشاهانية 1902 وتخرج فيها في تموز 1905.

## الفترة العثمانية
عاد إلى بغداد موظفاً في دائرة الولاية، وعين في الوقت نفسه مدرسا في المدرسة الإعدادية.
ثم عهد إليه وكالة قائممقامية قضاء سامراء في تشرين الأول 1907. نقل في آذار 1909 ليشغل منصب قائممقام السماوة، فالجزيرة (الصويرة) في أيلول 1910، ثم عاد إلى السماوة مرة ثانية في أيار 1914، الهندية في كانون الأول 1916.
انسحب مع الموظفين الأتراك إثر الاحتلال الإنكليزي في آذار1917، فمضى عن طريق هيت بقي في مدينة عانة عدة أشهر، فعين قائممقام لها بالوكالة للفترة من تموز1917 إلى تشرين الأول 1917، ثم عين قائممقام للزيبار، فتسلم منصبه في آذار 1918، وظل فيه إلى إعلان الهدنة ودخول الإنجليز إلى ولاية الموصل في كانون الأول 1918، فعاد إلى بغداد.

## فترة المملكة العراقية
بعد تأسيس المملكة العراقية، عين بمنصب قائممقام الكوت في 17 شباط 1921، ثم نقل متصرفاً (محافظا) للواء الموصل في تشرين الأول 1921، لكنه اعتذر عن قبول هذا المنصب.
عين بعد ذلك متصرفا للواء الكوت في 10 كانون الثاني 1922، ثم لواء كربلاء في 16 شباط 1922، ثم المنتفق في 10 كانون الثاني 1923.
أصبح مديراً عاماً للإدارة الداخلية في 1 حزيران 1923، ثم متصرفا للواء الموصل في 23 كانون الثاني 1924.
أسندت إليه وزارة الداخلية لأول مرة في 20 حزيران 1926، كما انتخب نائباً عن لواء الديوانية في آب 1926 .
استمر وزيراً للداخلية إلى استقالة وزارة السعدون الثانية في 21 تشرين الثاني 1926.
عين وزيراً للداخلية للمرة الثانية في الوزارة السعدونية الثالثة سنة 1928، وانتخب نائباً عن بغداد سنة 1928، ثم اختير رئيساً لمجلس النواب في 19 أيار 1928، وجدد في وزارة توفيق السويدي سنة 1929، ثم وزيراً للري والزراعة في الوزارة السعدونية الرابعة في سنة 1929، ثم وزيرا للعدلية في وزارة ناجي السويدي عامي 1929 و 1930.
عين بعد ذلك رئيسا للتفتيش الإداري بوزارة الداخلية عام 1933، ثم وزيراً للداخلية في الوزارة المدفعية الثالثة من 4 آذار 1935 إلى 17 منه، وانتخب نائباً عن بغداد في آب 1935 إلى تشرين الأول 1936، ثم عين مراقباً عاماً للحسابات من 18 كانون الأول 1937 إلى 14 أيلول 1946.
أعيد انتخابه رئيساً لمجلس النواب في 17 آذار 1947 وجدد انتخابه في كانون الأول 1947 و 21 حزيران 1948 إلى آخر تشرين الثاني 1948 واستقال من النيابة في آذار 1950.
اعتزل الحياة السياسية بعد ذلك حتى توفي في بغداد في 12 حزيران 1965.

## مذكراته
ألف مذكرات بعنوان «من ذكرياتي»، طبع الكتاب في بيروت سنة 1962.